# Nicócares
Nicócares (en griego, Νικοχάρης) fue un autor de comedias de la Antigua Grecia. Era hijo de Filónides, autor también de comedias y contemporáneo de Aristófanes. Nicócares vivió en los siglos V y IV a. C. 
De sus obras solo se conservan algunos de los títulos y breves fragmentos, mentados por Ateneo (en el Banquete de los eruditos) y por Pólux, entre otros.
Los títulos de algunas obras de Nicócares, nombrados en la Suda, son: Amimone, Pélope, Galatea, El casamiento de Heracles, Heracles corego, Cretenses, Laconios, Lemnias, Centauros y Χειρογάστορες. Aristóteles nombra un Nicócares autor de una obra llamada Deilíada o Delíada, pero no es seguro que se trate de la misma persona.